# 吉田悦志
吉田 悦志（よしだ えつし、1949年 -　）は、日本近代文学研究者、明治大学名誉教授。

## 人物・来歴
岡山県美作市生まれ。1971年明治大学文学部日本文学科卒、80年同大学院文学研究科単位取得満期退学、1982年明治大学政治経済学部専任講師、85年助教授、90年教授、2008年同国際日本学部教授。2008年「近代日本文学地下水脈の諸相」で埼玉大学博士（学術）。2018年定年、名誉教授。

## 著書
- 『上司小剣論 人と作品』翰林書房 2008
- 『きみに語る 近代日本の作家と作品』DTP出版 2008
- 『事件「大逆」の思想と文学』明治書院 2009
- 『明治大学文人物語 屹立する「個」の系譜』明治大学出版会, 2016.5
- 『阿久悠 詞と人生』(明治大学リバティブックス) 明治大学出版会, 2017.3

## 論文
- <吉田悦志